# Club Disco
Club Disco er det femte studiealbum af den australske sangeren Dannii Minogue. Det blev udgivet af All Around the World den 5. november 2007. Albummet indeholder seks singler, "You Won't Forget About Me", "Perfection", "So Under Pressure", "I Can't Sleep at Night", "He's the Greatest Dancer" og "Touch Me Like That".

## Baggrunn
Efter succesen af hendes forrige album Neon Nights blev Minogue spurgt af pladeselskabet All Around the World hvis hun ville skrive teksterne af et populær instrumental spor med titlen "Flower Power" som var et kæmpe hit i klubber i Ibiza. Minogue aftalt og skrev teksterne og titlen på sangen snart ændret til "You Won't Forget About Me".
I 2005 begyndte Minogue at skrive og indspille med mangeårige samarbejdspartnere. Som et resultat blev "Perfection" udgivet i oktober 2005 som albumets anden single, der blev et dance-hit og nåede førstepladsen på den britiske danceliste. Under en af de sessioner skrev Minogue med andre sangskrivere sangen "So Under Pressure", som blev inspireret af kræftdiagnoser af hendes søster Kylie Minogue. Minogue har beskrevet indspilningen af "So Under Pressure" som en stor præstation.

## Sporliste
| #   | Titel                                                   | Sangskriver(e)                                                                                          | Længde |
| --- | ------------------------------------------------------- | --- | ------ |
| 1.  | "Feel Like I Do" (JCA Remix)                            | Dannii Minogue, Jean-Claude Ades, Hannah Robinson                                                       | 3:51   |
| 2.  | "Perfection" (12" Mix)                                  | Minogue, Rob Davis, Therese Grankvist, Julian Napolitano, Simon Langford, Peter Jackson, Gerald Jackson | 6:25   |
| 3.  | "You Won't Forget About Me" (feat. Flower Power)        | Minogue, Bruce Elliot-Smith, Peter Hammond, Stefano Mazzacani, Andrea Jeannin, Robinson                 | 3:44   |
| 4.  | "Love Fight"                                            | Minogue, Savan Kotecha, Jake Schulze                                                                    | 3:05   |
| 5.  | "I'm Sorry"                                             | Minogue, Kotecha, Schulze                                                                               | 3:25   |
| 6.  | "Gone"                                                  | Minogue, Terry Ronald, Lee Monteverde, Michael Ward                                                     | 3:57   |
| 7.  | "So Under Pressure"                                     | Minogue, Ronald, Monteverde, Ward                                                                       | 5:53   |
| 8.  | "Good Times" (The Fourty4s' 7" Mix)                     | Minogue, Klas Wahl, Georgios Nakas, Carl Olsson, Grankvist, Per Stappe                                  | 4:09   |
| 9.  | "Sunrise"                                               | Julian Gingell, Barry Stone, Minogue, Davis                                                             | 3:31   |
| 10. | "He's the Greatest Dancer" (LMC Radio Edit)             | Nile Rogers, Bernard Edwards                                                                            | 3:05   |
| 11. | "I Can't Sleep at Night"                                | Gingell, Stone, Minogue, Davis                                                                          | 3:28   |
| 12. | "I Will Come to You"                                    | Nina Woodford, Minogue, Davis                                                                           | 3:54   |
| 13. | "I've Been Waiting for You"                             | Ian Masterson, Ronald, Minogue                                                                          | 4:36   |
| 14. | "Round the World"                                       | Minogue, Ian Masterson, Ronald                                                                          | 3:33   |
| 15. | "Do You Believe Me Now?" (feat. Roger Sanchez)          | Roger Sanchez                                                                                           | 4:10   |
| 16. | "Xanadu"                                                | Jeff Lynne                                                                                              | 5:44   |
| 17. | "You Won't Forget About Me" (Afterlife Lounge Mix Edit) | Minogue, Elliot-Smith, Hammond, Mazzacani, Jeannin, Robinson                                            | 3:36   |
| 18. | "I Can't Sleep at Night" (Afterlife Lounge Mix Edit)    | Gingell, Stone, Minogue, Davis                                                                          | 5:44   |

- "Do You Believe Me Now?" er ikke inkluderet på den australske udgave og "Touch Me Like That" er inkluderet i stedet som det første spor med resten af sangene følgende.

## Listeplaceringer
| Hitliste (2007)                  | Placering |
| -------------------------------- | --------- |
| Storbritannien (UK Albums Chart) | 52        |